# Dick White
Dick Goldsmith White (20 de diciembre de 1906 - 21 de febrero de 1993) fue un funcionario de Inteligencia británico desde 1936. Director General del MI5 entre 1953 y 1956, y Jefe del Servicio secreto de Inteligencia (MI6) desde 1956 hasta 1968. Fue caballero comendador de la Orden de San Miguel y San Jorge y caballero comendador de la Orden del Imperio Británico.

## Carrera
Nació en Tonbrigde, Kent, y asistió al colegio Bishop’s Stortford College. Fue atleta en su juventud.
En sus inicios en el MI5, fue enviado a la Alemania nazi para identificar oponentes al régimen de Hitler. Posteriormente, tuvo un papel importante en la fundación de la operación XX (Double Cross System).
Peter Wright le describió como parecido a David Niven: «Tenía el mismo perfecto comportamiento inglés, encanto, y un inmaculado gusto al vestir». Era, según Wright, «alto y algo inclinado, con rasgos sanos y un ojo vivaz». Aun así, Wright opinaba que el traslado de White al MI6 era un error, tanto para el MI5 como para el MI6: «Justo cuando su trabajo [en el MI5] estaba empezando, fue trasladado por el capricho de un político a una organización de la que él sabe poco, y que es profundamente hostil a su llegada. Nunca tendrá tanto éxito allí como ha tenido en el MI5».
Fue designado Jefe del Servicio secreto de Inteligencia (SIS, más conocido como MI6) en 1956, en los albores del «Caso Crabb», que dañó las relaciones soviético-británicas y fue una vergüenza para el MI6. Lo dirigió hasta su jubilación en 1972.
Ha sido la única persona en dirigir las dos organizaciones.